# قرن باحكيم (دوعن)
'

تعديل مصدري - تعديل

قرن باحكيم هي إحدى قرى عزلة صيف بمديرية دوعن التابعة لمحافظة حضرموت، بلغ تعداد سكانها 737 نسمة حسب تعداد اليمن لعام 2004.